# Палмела
Палме́ла (порт. Palmela; МФА: [paɫ.ˈme.ɫɐ]) — муніципалітет і містечко в Португалії, в окрузі Сетубал. Розташований у західній частині країни, на березі Атлантичного океану, на теренах історичної португальської провінції Ештремадура. Належить до Сетубальської діоцезії Католицької церкви в Португалії. Права міського самоврядування має з 1185 року. Поділяється на 4 парафії. За адміністративним поділом, чинним до 1976 року, був складовою провінції Ештремадура. Площа муніципалітету — 465,12 км², населення муніципалітету — 62831 ос. (2011); густота населення — 135,09 осіб/км²
. Патрон — святий Петро. Святковий день муніципалітету — 1 червня. Поштовий індекс — 2950.  Код місцевої адміністративної одиниці — 1508. Складова статистичного регіону Лісабон.

## Назва
- Палмела (порт. Palmela, стара орфографія: порт. Palmella) — сучасна португальська назва.

## Географія
Палмела розташована на заході Португалії, на півночі округу Сетубал.
Палмела межує на півночі з муніципалітетом Бенавенте, на північному сході — з муніципалітетом Монтіжу, на сході — з муніципалітетом Вендаш-Новаш, на південному сході — з муніципалітетом Алкасер-ду-Сал, на півдні — з муніципалітетом Сетубал, 
на заході — з муніципалітетом Баррейру, на північному заході — з муніципалітетом Мойта.

## Історія
1185 року португальський король Афонсу І надав Палмелі форал, яким визнав за поселенням статус містечка та муніципальні самоврядні права.

## Населення
| Кількість мешканців | Кількість мешканців | Кількість мешканців | Кількість мешканців | Кількість мешканців | Кількість мешканців | Кількість мешканців | Кількість мешканців | Кількість мешканців | Кількість мешканців | Кількість мешканців | Кількість мешканців | Кількість мешканців | Кількість мешканців | Кількість мешканців |
| ------------------- | ------------------- | ------------------- | ------------------- | ------------------- | ------------------- | ------------------- | ------------------- | ------------------- | ------------------- | ------------------- | ------------------- | ------------------- | ------------------- | ------------------- |
| 1864                | 1878                | 1890                | 1900                | 1911                | 1920                | 1930                | 1940                | 1950                | 1960                | 1970                | 1981                | 1991                | 2001                | 2011                |
| 6 172               | 6 921               | 8 277               | 10 584              | 12 892              | 13 920              | 18 692              | 20 934              | 22 993              | 23 155              | 25 015              | 36 933              | 43 857              | 53 353              | 62 831              |